# (400195) 2006 YL8
(400195) 2006 YL8 es un asteroide perteneciente al cinturón de asteroides, descubierto el 27 de noviembre de 2006 por el equipo del Mount Lemmon Survey desde el Observatorio del Monte Lemmon, Arizona, Estados Unidos.

## Designación y nombre
Designado provisionalmente como 2006 YL8.

## Características orbitales
2006 YL8 está situado a una distancia media del Sol de 3,000 ua, pudiendo alejarse hasta 3,337 ua y acercarse hasta 2,663 ua. Su excentricidad es 0,112 y la inclinación orbital 11,18 grados. Emplea 1898,51 días en completar una órbita alrededor del Sol.

## Características físicas
La magnitud absoluta de 2006 YL8 es 16,2.